# Východní železniční trať (Izrael)

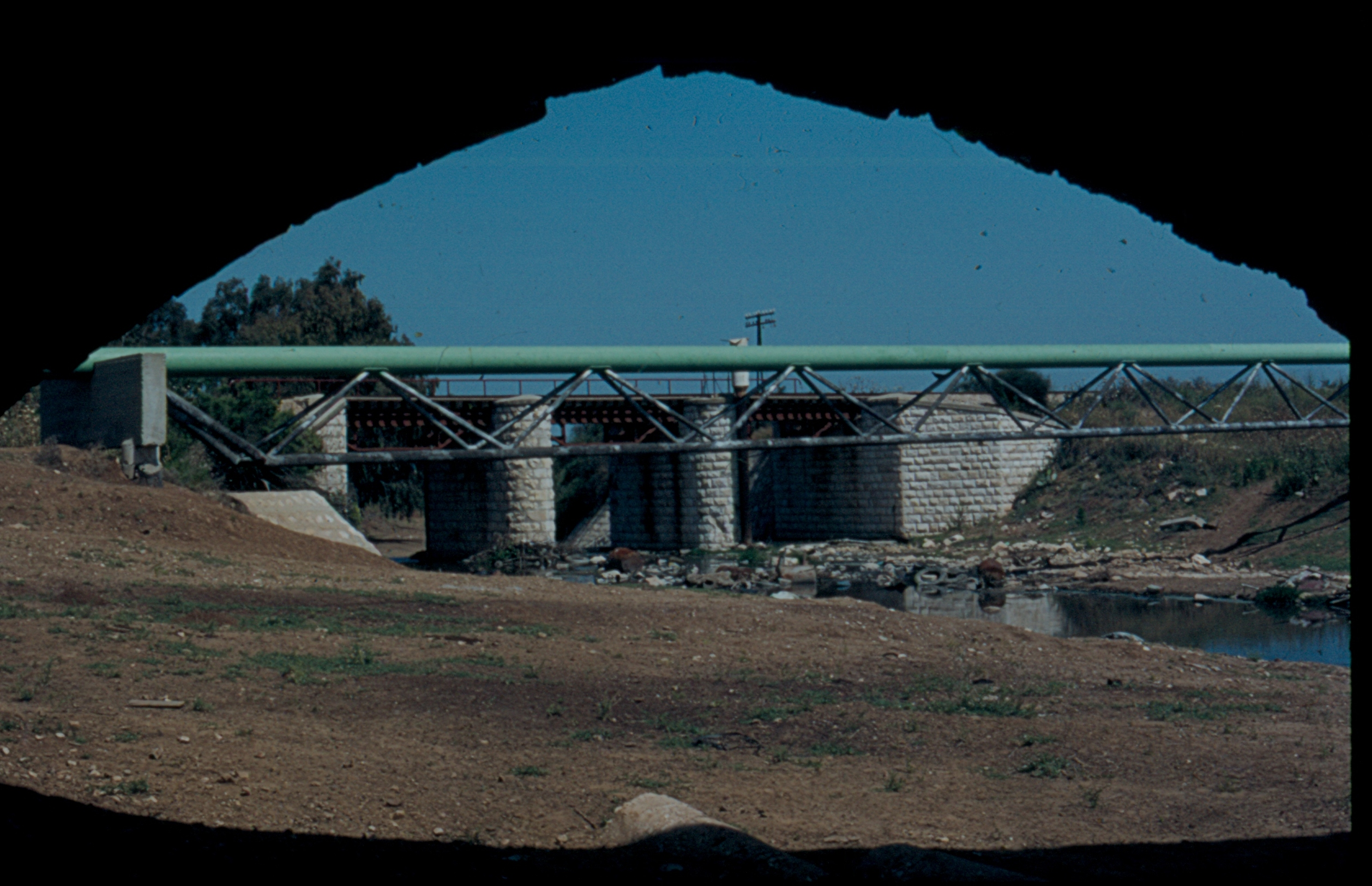
Most na východní trati u města Lod postavený za britského mandátu

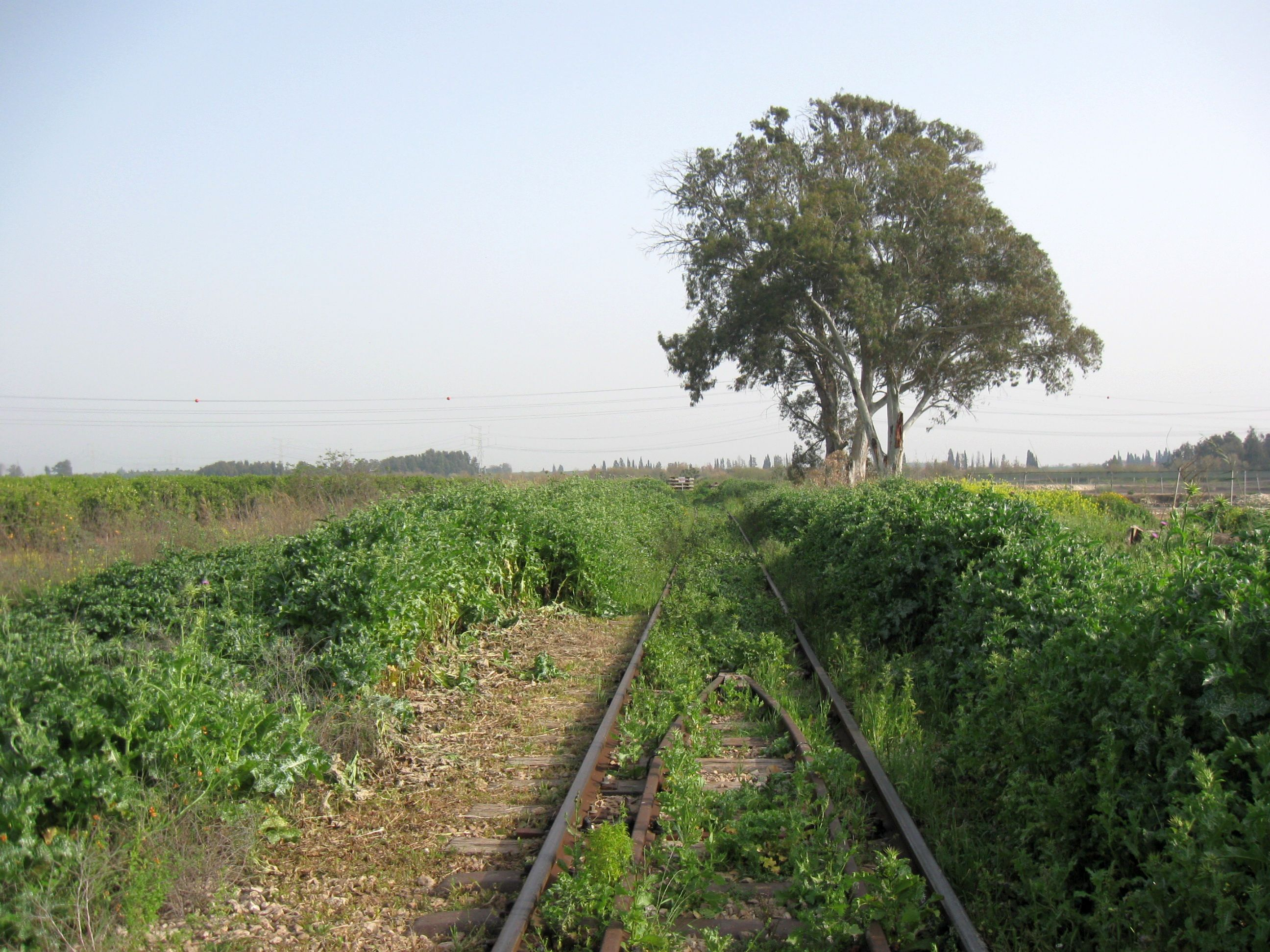
Bývalá železniční stanice Chadera mizrach

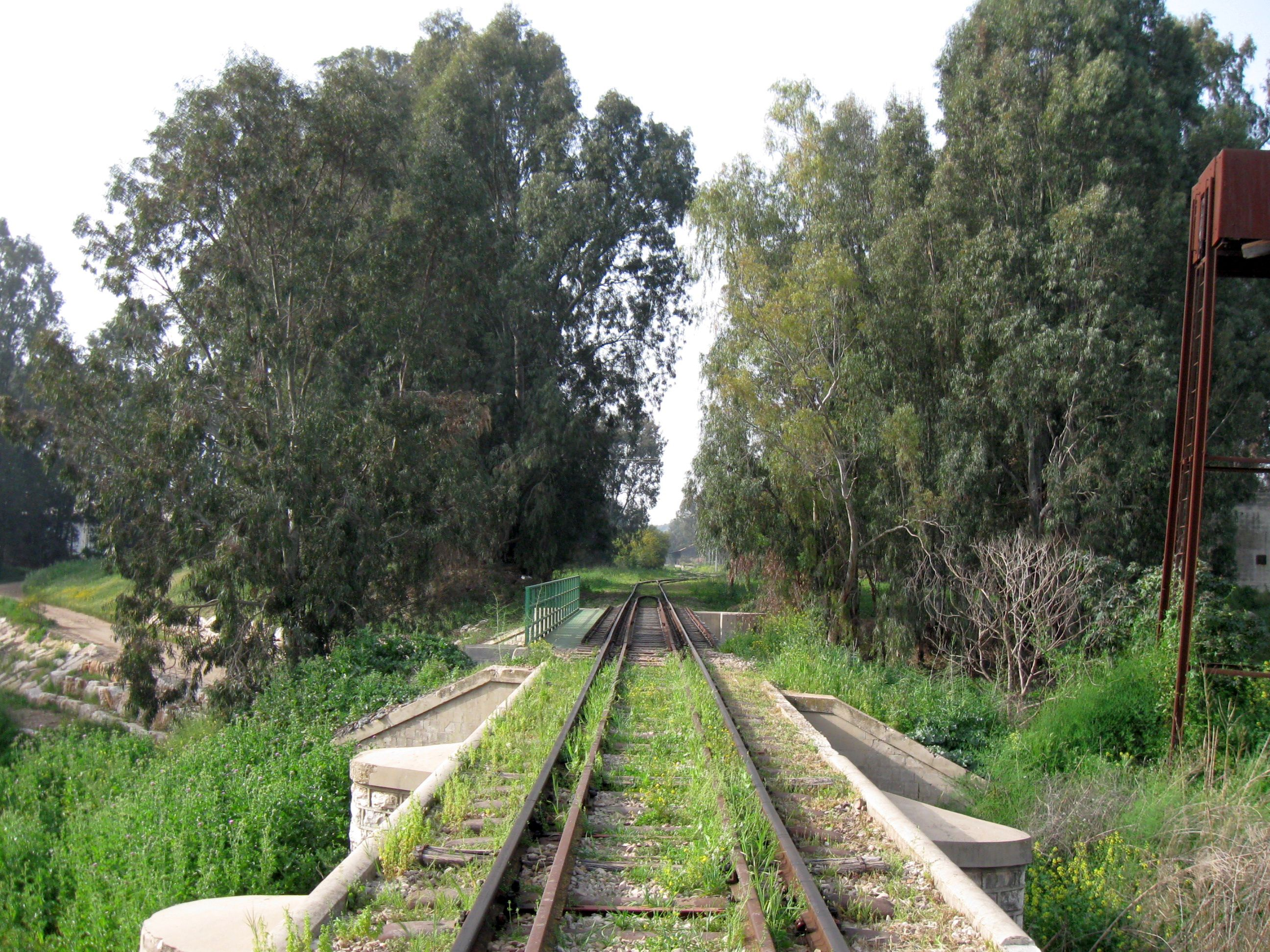
Most přes Nachal Chadera u bývalé železniční stanice Chadera mizrach, konec provozovaného úseku

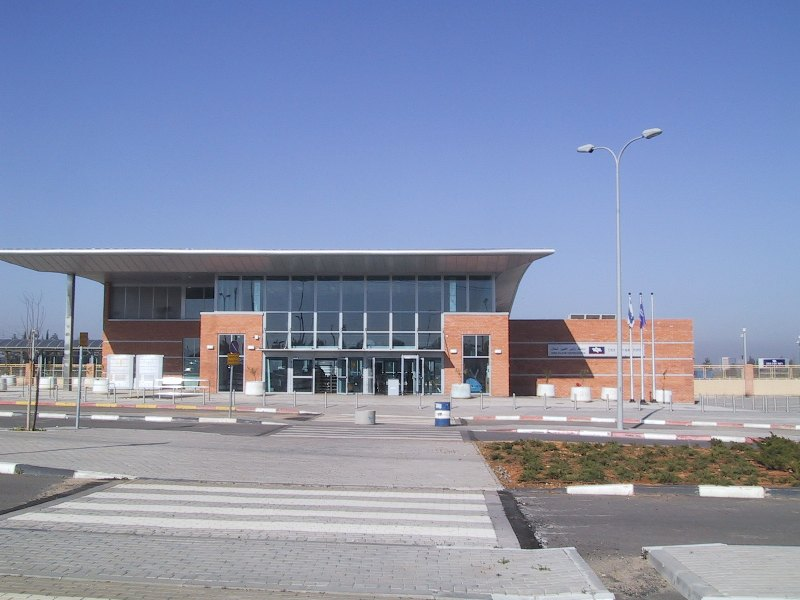
železniční stanice Roš ha-Ajin cafon na úseku obnoveném pro osobní přepravu

Východní železniční trať (hebrejsky המסילה המזרחית‎, ha-mesila ha-mizrachit) je zčásti zrušená železniční trať v Izraeli, která vede severojižním směrem podél východního okraje pobřežní nížiny mezi městy Chadera a Lod. Není jako celek v provozu, zčásti ji využívá nákladní přeprava a jen v omezeném úseku osobní vlaky.

## Vznik a provoz tratě před vznikem státu Izrael
V roce 1915 za první světové války tehdejší turecká správa Palestiny dokončila narychlo budovanou a vojenskými účely motivovanou železniční trať, která probíhala z města Afula, přes Tulkarm, Lod až do města Beerševa (u Lodu v kratším úseku využili Turci již koncem 19. století dobudovanou železniční trať Tel Aviv – Jeruzalém). V úseku Tulkarm-Lod tím byl položen základ pozdější východní trati. Když se pak po roce 1918 Palestina stala britským mandátem, byla tato provizorní vojenská trať zčásti převzata a upravena na běžné užívání, nákladní i osobní. Nebyl ale zachován úsek mezi Afulou a Tulkarmem na severním konci tratě, která byla na severu nově zaústěna do města Chadera (v trase boční tratě založené rovněž z vojenských důvodů Turky) a protažena do Haify. Od roku 1919 tak začali Britové provozovat pravidelnou vlakovou dopravu na trase Haifa-Lod-Egypt. Na jih od Lodu ovšem došlo k zásadní změně, protože vlakové spojení na jih země bylo vedeno novou trasou, blíže pobřeží a mimo Beerševu (dnes zhruba železniční trať Tel Aviv – Aškelon).
Tehdy neexistovala nynější pobřežní železniční trať z Chadery do Tel Avivu přes město Netanja a východní trať tak byla jediným železničním spojením severu a jihu mandátní Palestiny s vysokou frekvenci osobní i nákladní přepravy. Odtud také Britové postavili krátkou boční trať do města Petach Tikva (na východním okraji aglomerace Tel Avivu).

## Útlum tratě po vzniku státu Izrael
Jedinou severojižní tratí zůstala i po vzniku státu Izrael v roce 1948. V důsledku první arabsko-izraelské války v letech 1948–1949 se přitom velká část vnitrozemí Palestiny (dnešní Západní břeh Jordánu) ocitla pod suverenitou Jordánska a východní železniční trať vedla v dlouhém úseku doslova na hraniční čáře mezi Izraelem a jordánským územím. V krátkém úseku u města Tulkarm dokonce byla zabrána Jordánskem. Proběhla zde proto narychlo výstavba nového úseku vedeného po izraelské straně zelené linie a roku 1950 zde byl obnoven osobní provoz jako stále jediné spojení Haify a Tel Avivu. Ze strategického a vojenského hlediska ovšem nebyla trasa železnice výhodná a tak zároveň začalo budování pobřežní železniční trati z Chadery do Tel Avivu přes Netanji. Tento nový tah byl zprovozněn roku 1954, čímž význam východní tratě prudce poklesl. Zůstala pak v provozu do roku 1969, kdy zde byla doprava ukončena. Severní úsek mezi Chaderou (železniční stanice Chadera mizrach) a městem Kfar Saba byl zcela opuštěn a kolejový svršek zde již není kontinuálně dochován (kolejový svršek využívaný aspoň jako manipulační trať sahá ze severu jen na most přes tok Nachal Chadera. Jižní úsek mezi Kfar Sabou a Lodem byl zachován pro nákladní dopravu.

## Oživení tratě a plány na její přestavbu
V roce 2000 bylo zprovozněno vlakové spojení z Tel Avivu a železniční stanice Bnej Brak do železniční stanice Roš ha-Ajin darom, částečně v trase výše uvedené boční spojky postavené Brity z východní trati na východní okraj telavivské aglomerace. Koncová stanice tohoto staronového spoje byla situována na trase východní tratě, která tak v délce několik set metrů získala opět pravidelnou osobní vlakovou přepravu. V roce 2003 pak místo ní vyrostla nová železniční stanice Roš ha-Ajin cafon severně odtud a pojížděný úsek se prodloužil na cca 1 kilometr. Podstatnější změnou bylo další prodloužení zdejšího osobního provozu spojené s výstavbou nové trati v letech 2003–2006. Ta byla vedena do center měst Kfar Saba a Hod ha-Šaron a v delším úseku využila existující těleso východní trati, aby se z něj pak opět odklonila. Úsek východní trati s pravidelnou přepravou cestujících se tak protáhl na cca 5 kilometrů. Je ovšem začleněn do železniční trati Tel Aviv – Ra'anana.
V březnu 2010 schválila izraelská vláda první fázi souboru dopravních investic, které zahrnovaly výstavbu a rozšíření mnoha železničních úseků. V rámci této iniciativy Ministr dopravy Izraele Jisra'el Kac uvedl, že budou zahájeny přípravné a projekční práce na oživení opuštěné tratě mezi železniční stanicí Chadera mizrach do Kfar Saby, kde se předpokládalo zdvoukolejnění a vytvoření zvláštního kolejového tělesa jen pro nákladní přepravu mezi Lodem a městem Roš ha-Ajin. Přestavěná trať měla sledovat trasu dálnice číslo 6, která v této oblasti byla dobudována počátkem 21. století.